# Kenshi Takahashi
Kenshi Takahashi es un personaje ficticio de la serie de videojuegos de lucha Mortal Kombat. Hizo su primera aparición en Mortal Kombat: Deadly Alliance.

## Biografía ficticia
Es un espadachín de origen japonés. Es ciego y un maestro en las artes de Tai Chi, San Shou y Judo. También es telequinético y puede controlar a su oponente usando el poder de su mente.
Inició su camino como guerrero viajero retando a oponentes, hasta que un día, un anciano le reveló que si extraía la mágica katana Sento de su confinamiento en una caverna, sería el hombre más poderoso del mundo. Pero esto fue una trampa, ya que cuando Kenshi liberó a Sento, el sello que cuidaba la espada se rompió y numerosas almas fueron drenadas por el misterioso anciano, quien resultó ser Shang Tsung, dejando a Kenshi ciego. Desde ese momento juró vengarse del hechicero, llevándose a Sento.
En los hechos de la línea de tiempo original, Kenshi es reclutado por la Agencia de Investigación de Otros Reinos, a cargo de Sonya Blade y Jax Briggs debido a sus habilidades como espadachín y telequinético, y es enviado al Mundo Exterior para investigar a la Alianza Mortal que formaban su némesis Shang Tsung y el hechicero del Infierno, Quan Chi. Pero es descubierto y derrotado por los agentes del Dragón Rojo, Mavado y Hsu Hao. Malherido, Kenshi fue encontrado por el gran maestro del clan Lin Kuei, Sub-Zero, el cual ayudó a su recuperación y se unió a él en busca de un camino de regreso a la Tierra. Durante su camino fueron emboscados por una horda tarkatana comandada por el agente del Reino del Orden, Hotaru, los cuales actuaban en nombre del Rey Dragón, Onaga. Sub-Zero fue neutralizado al instante por Hotaru, pero Kenshi, al ser ciego, no recibió efectos del ataque del guerrero del Orden y lo derrotó fácilmente. Al regresar a la Tierra, Kenshi es citado junto con el resto de los Defensores del Reino por Johnny Cage, quien descubrió una alianza oscura entre Onaga, Shinnok, Shao Kahn y la Alianza Mortal, los cuales descubrieron el secreto de Blaze y se dispusieron a retarlo en la Pirámide de Argus. 
Tras el reinicio de la línea temporal, entre Mortal Kombat 9 y Mortal Kombat X, Kenshi participó en la lucha de los Guerreros de la Tierra contra Shinnok, Quan Chi y su ejército de retornados, derrotándolos. Tras esto, Kenshi se unió a las Fuerzas Especiales y es asignado a investigar al clan del Dragón Rojo. Durante ese tiempo, Kenshi conoce una chica tailandesa, Suchin, de la cual se enamora. Fruto de esa relación nació Takeda, su hijo. Kenshi volvió a ir por el Dragón Rojo, pero tras irse, Suchin es emboscada por agentes del clan y es asesinada. Sin embargo, Suchin protegió a Takeda enviándolo a la casa de un vecino, para ser luego retirado por Kenshi. El espadachín sabía que si su hijo se enteraba de la muerte de su madre, tomaría venganza, por eso decidió ir en busca de Hanzo Hasashi, quien había sido conocido anteriormente como Scorpion, y había regresado a su vida de Shirai Ryu gracias a Kenshi. El plan de Kenshi era que Takeda se forme física y espiritualmente en el clan de Hanzo y no morir en el intento de vengar a su madre. Durante el lapso que Takeda entrenó con Hanzo, Kenshi siguió rastreando al Dragón Rojo, atacándolo desde las sombras y recolectando información que lo acerque a su enigmático líder, Daegon. Tras 10 años, Kenshi se reencuentra con Takeda, quien le reprocha su ausencia, a lo que responde por qué lo hizo. Ya reunidos, Kenshi y Takeda se reenlistan en las Fuerzas Especiales interviniendo en la Guerra Civil del Mundo Exterior y en el posterior regreso de Shinnok. Tras el conflicto, padre e hijo lanzan una última ofensiva contra Daegon y el Rey Dragón. 

## Apariciones en videojuegos
- Mortal Kombat: Deadly Alliance[2]
- Mortal Kombat: Deception
- Mortal Kombat: Armageddon
- Mortal Kombat 9
- Mortal Kombat X[3]
- Mortal Kombat 1